# Rocco Larussa
Rocco Larussa (Villa San Giovanni, 25 settembre 1825 – Roma, 16 ottobre 1894) è stato uno scultore italiano.

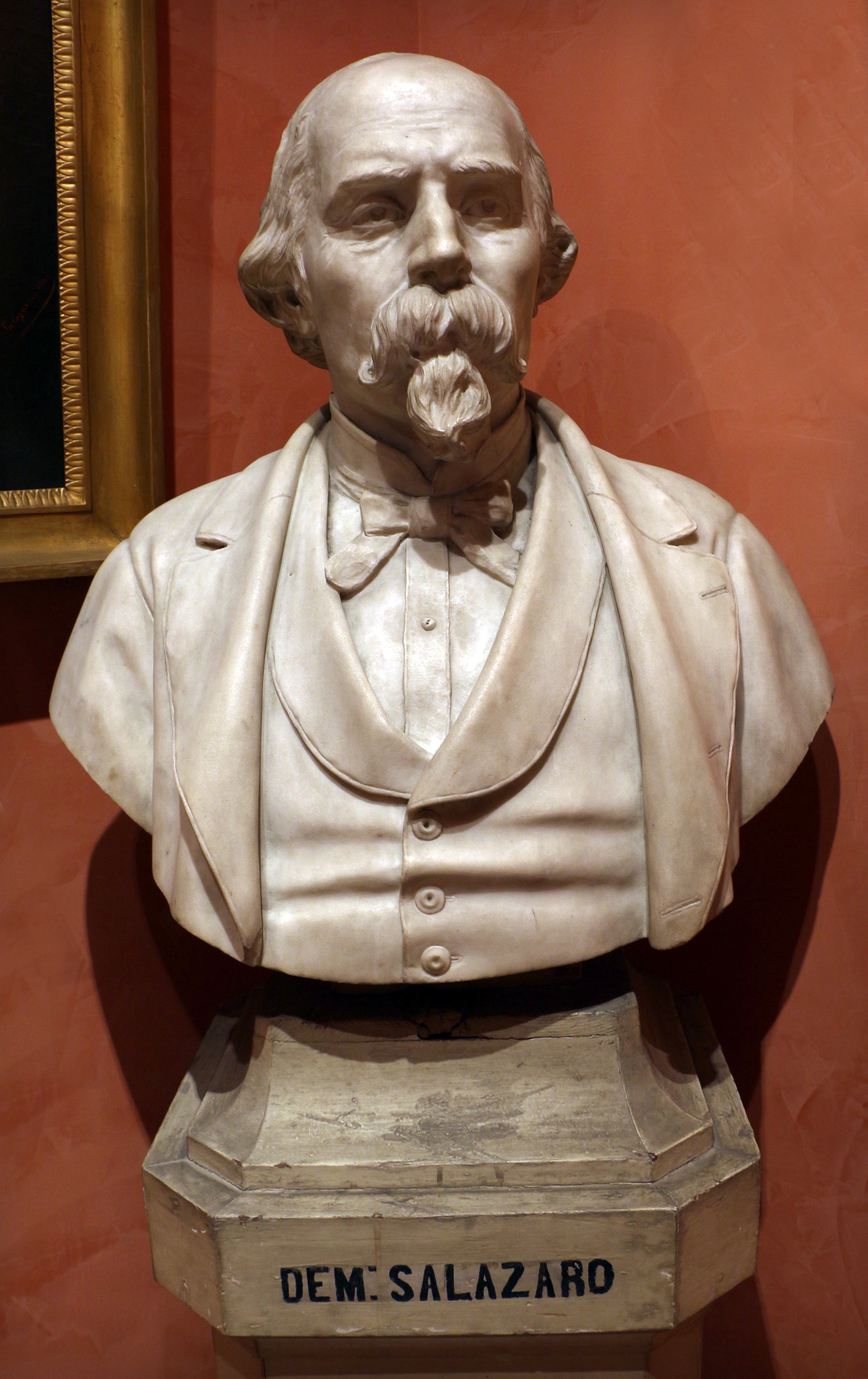
Busto di Demetrio Salzar, 1875 ca., Pinacoteca comunale di Reggio Calabria.

D'impostazione neoclassica, è maggiormente noto per le molte opere realizzate nella città di Reggio Calabria, come il Monumento all'Italia e il Monumento a Giuseppe Garibaldi.

## Biografia
Rocco Larussa nacque a Villa San Giovanni, figlio di Clemente, ebanista originario di Scilla, e Francesca Giostra, originaria di Catona. In giovane età, insieme ai fratelli Giuseppe ed Ignazio, venne a contatto con le idee rivoluzionarie e liberali (apprese dai vicini di casa, appartenenti alla signorile famiglia dei De Girolamo), divenendo fervente patriota e sostenitore degli ideali risorgimentali.

Nel 1848, all'età di ventitré anni, Larussa fu arrestato e condannato insieme ad altri patrioti villesi a venticinque anni di reclusione per aver partecipato ad un tentativo di sedizione. Iniziò a scontare la pena presso il carcere di Reggio, ma venne poi trasferito a Procida. Durante il periodo di prigionia cominciò a scolpire figure in legno, grazie all'arte trasmessagli dal padre in giovane età; fece un'artistica toeletta per il re Ferdinando II, che, grato, lo volle graziare. La ritrovata libertà gli consentì dunque di intraprendere l'arte della scultura, e il suo primo maestro fu Giuseppe Cavalieri di Grotteria.

Nel 1860 si unì alle truppe garibaldine e combatté al seguito di Garibaldi. Quindi si trasferì a Torino per frequentare l'Accademia Albertina, dove divenne allievo dello scultore Vincenzo Vela, presso il quale si perfezionò al punto di poter aprire uno studio tutto suo. Nel 1865 fu invitato alla Promotrice delle Belle Arti della città; nel 1855 per l'esame richiesto dal Prefetto di Calabria eseguì un modello in cera della statua dell'Italia; nel 1867 venne inviato a Carrara per recapitare il Diploma di Socio onorario dell'Accademia Albertina al Professor Pelliccia.

Ricevette l'onorificenza di Cavaliere della Corona d'Italia e fu docente onorario presso l'Accademia di Belle Arti di Napoli. Ebbe commesse in molte città italiane e lavorò a Roma, a Firenze e a Parigi, nonché a Reggio Calabria e nella natia Villa San Giovanni. Lasciò importanti opere nei cimiteri monumentali di Napoli, Roma e Firenze. Nel 1881 fondò a Reggio una Scuola d'arte serale, frequentata da molti artisti locali, e poi proseguita da Carmelo Gatto e Giuseppe Scerbo. Alcune sue opere furono esposte alla Mostra calabrese di arte moderna di Reggio Calabria nel 1920.
Sua figlia, donna Maria Vaquer Larussa, nata a Villa San Giovanni e ivi morta certamente dopo il 1924, moglie del nob. cav. don Federico Vaquer (di don Eugenio e di donna Virginia dei conti Campi), si dedicò pure all'arte: apprese la scultura dal padre e la pittura dallo zio materno Emilio Yunk (opere del quale sono conservate nel Museo Civico di Torino). Nel 1924 prese parte alla Sindacale Fiorentina con alcuni suoi dipinti. Fu stimata soprattutto per i suoi ritratti.

Recentemente a Rocco Larussa è stata dedicata una delle principali vie di Villa San Giovanni.

## Opere

### Monumento all'Italia

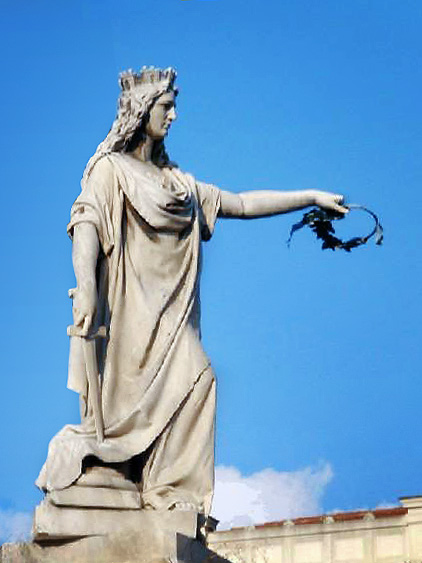
Il Monumento all'Italia di Rocco Larussa, in Piazza Italia a Reggio Calabria.

Nel 1867 la provincia di Reggio Calabria (che aveva aiutato Larussa con una borsa di studio) si rivolse all'artista per la realizzazione del Monumento all'Italia, da collocare in una nicchia del palazzo provinciale. L'opera fu modellata mentre l'artista si trovava a Torino e a lavoro concluso l'Accademia della città piemontese ne diede un giudizio lusinghiero. Si tratta di una statua marmorea in stile neoclassico, che rappresenta l'Italia mentre invita i suoi figli, con in mano la spada, a raggiungere l'unità nazionale.
I reggini, reputando l'opera troppo bella per relegarla ad una nicchia interna del palazzo, preferirono collocarla nell'antistante Piazza Vittorio Emanuele II, da allora nota come Piazza Italia proprio a causa della statua marmorea. Sopravvissuta al devastante terremoto del 1908, è ancora oggi ammirabile nella stessa piazza.

### Monumento a Giuseppe Garibaldi

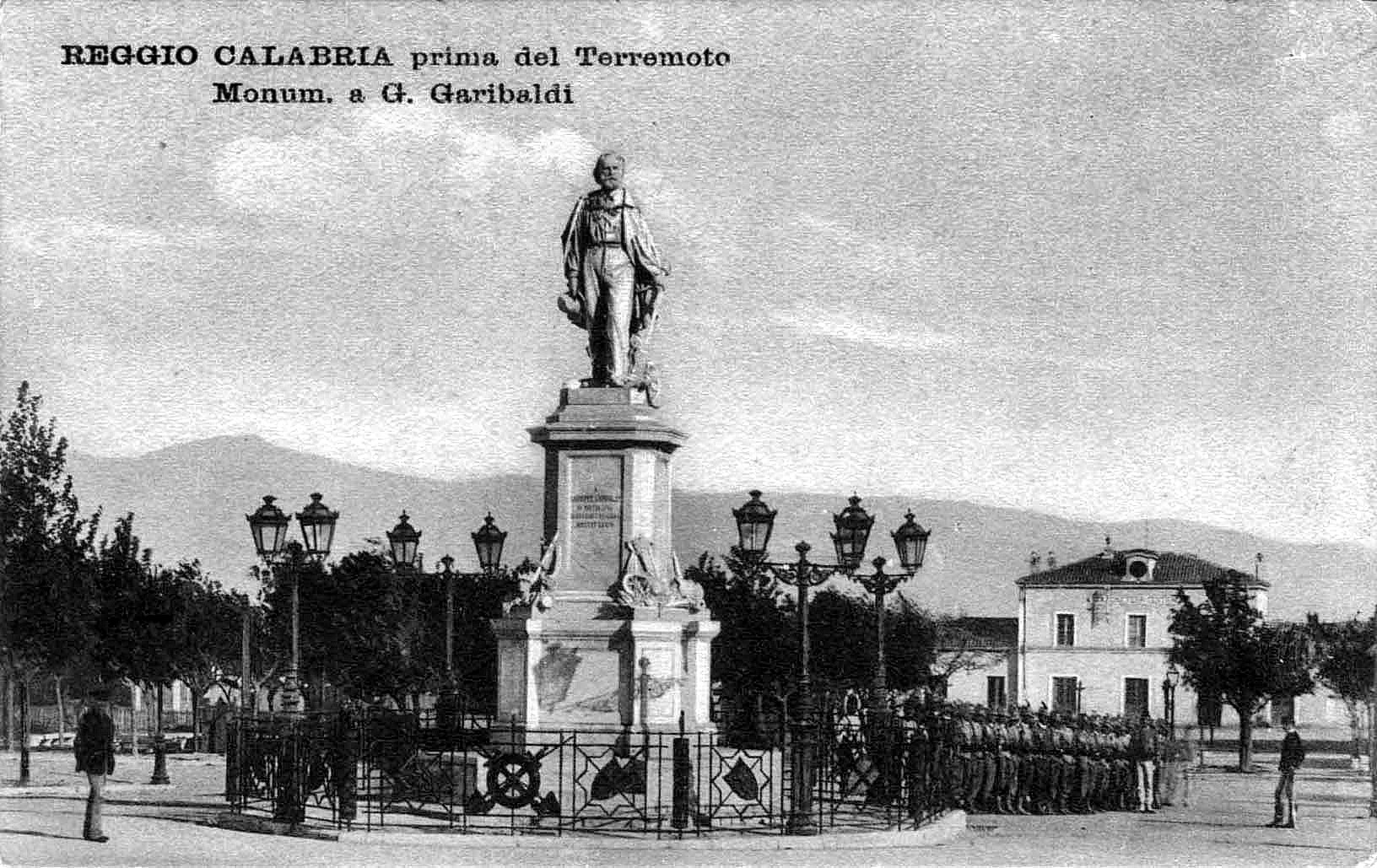
La statua di Garibaldi, collocata nell'omonima piazza di Reggio Calabria nel XIX secolo, ricollocata a Villa San Giovanni nel 2007.

Nel 1886 Larussa realizzò la celebre statua raffigurante l'Entrata di Garibaldi a Reggio Calabria. L'opera fu posta nell'omonima Piazza Garibaldi antistante la Stazione Centrale. Danneggiata durante la seconda guerra mondiale dai bombardamenti anglo-statunitensi del maggio 1943, fu rimossa e custodita in un deposito a Villa San Giovanni, venendo sostituita nel 1956 dall'attuale statua di Alessandro Monteleone.
Nel maggio 2007, l'opera ristrutturata è stata collocata a Villa San Giovanni, all'uscita dell'autostrada Salerno-Reggio Calabria, nel piazzale lungo il Viale Italia da cui si giunge alla Stazione ferroviaria.

### Opere minori

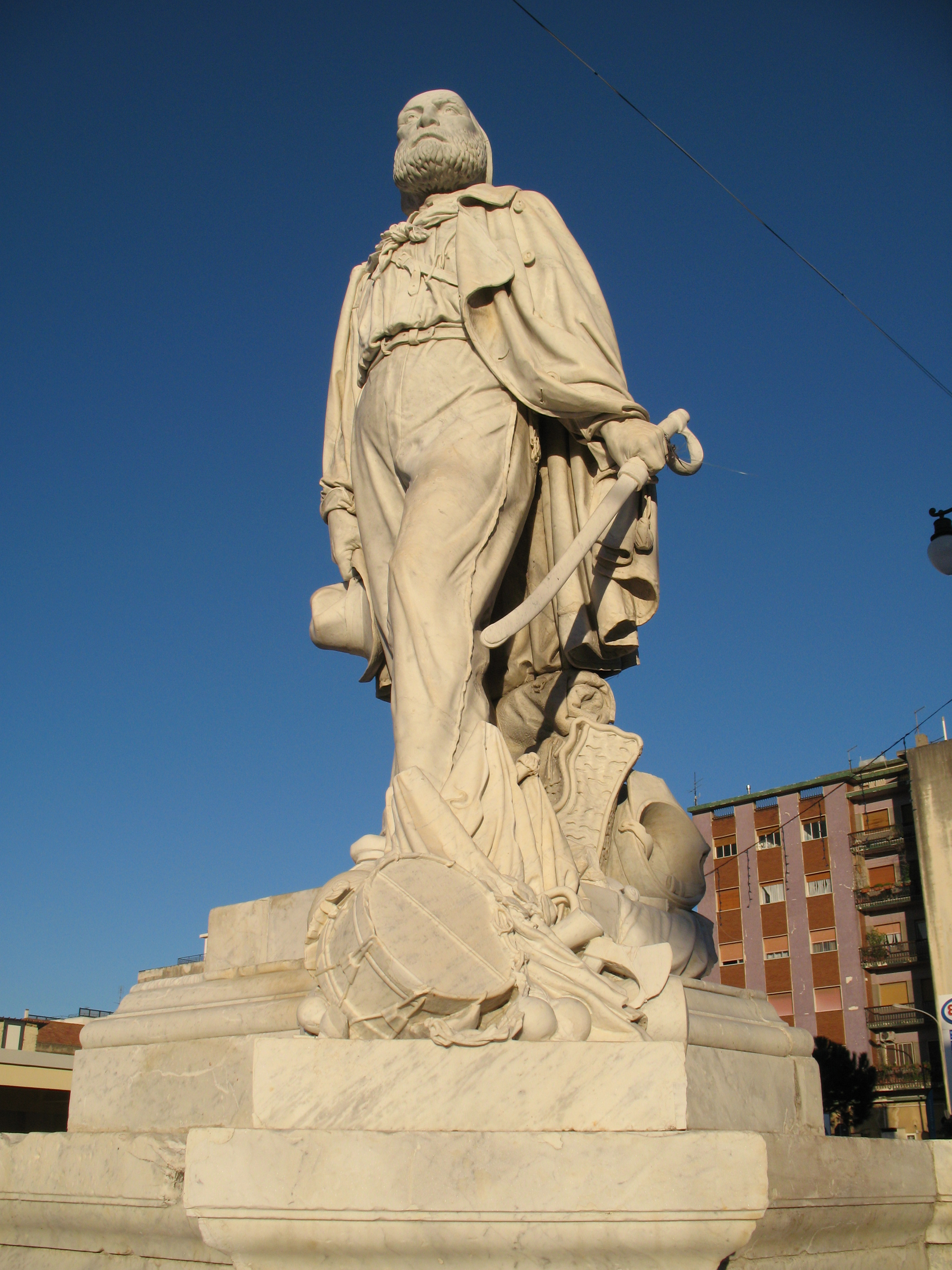
Monumento a Garibaldi di Villa San Giovanni (1884).

Nel 1867, mentre si trovava ancora a Torino, gli venne commissionato un mezzobusto raffigurante Thomas Hallam, l'imprenditore inglese protagonista del rilancio del settore serico nella provincia di Reggio Calabria, il quale tra il 1853 e il 1854 aveva costruito una propria moderna filanda a vapore a Villa San Giovanni, in contrada Solaro. Il mezzobusto era stato forse donato ad Hallam dal nipote Edward James Eaton, poiché che oggi si trova nel palazzo romano ereditato dai discendenti di quest'ultimo.
Lasciò molte opere nella natìa Villa San Giovanni, dove realizzò i mezzibusti di molti notabili villesi come don Rocco Lofaro, don Giovanni Corigliano, don Giuseppe Zagarella e don Pietro Greco. Poi scolpì un mirabile coro ligneo per la chiesa dei Santi Cosma e Damiano di Acciarello.

Negli anni seguenti lavorò anche in Tunisia: nel 1873 realizzò a Tunisi un Busto di Mustafà Ben Ismail, primo ministro del Bey. Là ricevette pure l'onorificenza di Cavaliere del Bey di Tunisi.
Larussa ebbe poi molte altre commissioni da parte di diverse famiglie gentilizie reggine; lavorò a Villa Zerbi (per la quale compose una Primavera) e presso la villa Paviglianiti, dove lasciò altre opere; realizzò molti monumenti funebri nel cimitero di Reggio Calabria. A Reggio lavorò anche per la cattedrale metropolitana, ove scolpì delle statue in gesso per la barocca Cappella del Sacramento e una statua di San Paolo Apostolo che predica la nuova fede ai reggini, con la colonna ardente accanto a lui. Gli si attribuisce la paternità del Monumento a Federico Genoese del 1895, posto nella piazza omonima della città dello stretto.

## Concorsi
- Torino, 1864, Concorso annuale, Scultura, Seconda classe, bassorilievo: Accademia dal Nudo, non premiato, Quarta classe, Testa d'espressione dal vero, non premiato, Quinta classe, Il Buon ladrone tratto sul Golgota, 1º Premio Medaglia d'oro del valore di 300 lire;
- Torino, 1865, Concorso annuale, Scultura, Seconda classe, Bassorilievo: Accademia dal Nudo, Menzione onorevole, Quarta classe, Testa d'espressione, 2a Menzione onorevole.

## Esposizioni
- Torino, 1865, Promotrice delle Belle Arti, La Preghiera, busto in marmo;
- Torino, 1866, Promotrice delle Belle Arti, L'Italia, statua in gesso e il Professor Piria, busto in marmo;
- Dublino, 1866, International Exhibition, L'Italia, modello di statua colossale in gesso, il Professor Piria, busto in marmo[2].